# Вовк Віктор Іванович
Віктор Іванович Вовк (нар. 20 травня 1962, Київ) — український науковець, громадсько-політичний і державний діяч. Асоційований член «Римського клубу», Віце-президент Української асоціації Римського клубу, народний депутат України VIII скликання (2014 — 2019 рр.), член Парламентських Асамблей Ради Європи (2015 - 2019 рр.) та ОБСЄ (2018 - 2019 рр.), член Конституційної Комісії (2015 — 2019 рр.).

## Біографія
В 1979 р. після закінчення з золотою медаллю с/ш № 31 у м. Києві вступив на фізичний факультет Московського державного університету ім. М. В. Ломоносова, який закінчив з відзнакою у 1985 р.
У 1986-92 рр. працював в Інституті теоретичної фізики Академії наук України. В 1990 р. здобув науковий ступінь кандидата фіз.-мат. наук. Автор близько 15 наукових робіт у галузі теоретичної і математичної фізики, опублікованих в провідних радянських і міжнародних журналах.
Наприкінці 1980-х - початку 1990-х рр. брав активну участь у національно-демократичному русі, був безпосереднім учасником багатьох подій, пов'язаних з боротьбою за незалежність України. Учасник 2-го (1990) і 3-го (1992) з'їздів Народного Руху України. У 1990-92 рр. був одним із засновників (1990) і заступником голови Соціал-демократичної партії України.
Протягом 1992-98 рр. був засновником і президентом Центру «Інтелсфера», що співпрацював за низкою проєктів з Верховною Радою України:
- у 1992 р. був співорганізатором Міжнародної конференції «Проблеми впровадження національної валюти у нових країнах Центральної та Східної Європи» за участі Верховної Ради України, НБУ, Адміністрації Президента України та чільних представників міжнародних фінансових організацій, а також був керівником робочої групи з підготовки аналітичної доповіді, поширеної у парламенті;
- у 1992-94 рр. був консультантом робочої групи Верховної Ради України з питань, пов'язаних з набуттям Україною без'ядерного статусу (ядерного роззброєння);
- у 1994-96 рр. у співпраці з Верховною Радою України керував проєктом з розробки комп'ютерної бази даних із законодавства України для операційної системи Windows на компакт-дисках.
Співзасновник громадських організацій «Інститут громадянського суспільства» (1996), «Україна: Порядок денний на ХХІ століття» (1998) та «Інститут сталого розвитку» (1999), співзасновник (спільно з членом «Римського клубу» проф. Богданом Гаврилишиним) Української асоціації Римського клубу, президент УАРК у 2005-16 рр., віце-президент УАРК з 2017 р.
Як експерт спеціалізувався на питаннях переходу посткомуністичних країн до стратегії сталого (екологічно і соціально збалансованого) розвитку та впровадженні європейської моделі «еко-соціальної ринкової економіки» як основи конкурентоздатності України в сучасну епоху.
У 1998—2003 рр. працював заступником голови Правління ВГО «Україна: Порядок денний на ХХІ століття» та заступником директора ГО «Інститут сталого розвитку»:
- досліджував тенденції світового розвитку в контексті ресурсно-екологічного потенціалу Землі, проблему переходу до сталого розвитку в посткомуністичних країнах, перспективні стратегії модернізації та питання європейської інтеграції України;
- координував співпрацю з державними установами і міжнародними організаціями, зокрема з Worldwatch Institute та Earth Policy Institute (обидва у Вашингтоні) та World Business Council for Sustainable Development (Женева);
- був співкерівником проєкту «Економічні реформи в Україні в контексті переходу до сталого розвитку», що здійснювався за підтримки USAID.
Стажувався у США у 1996, 2000 та 2002 роках, у тому числі:
- брав участь у публічних заходах, зокрема, у Світовому Банку, Сенаті США, Держдепартаменті США, Національній академії наук США та ін.;
- наприкінці 2002 р. стажувався у Програмі розвитку ООН та Комісії ООН зі сталого розвитку у Нью-Йорку.
У 2002 р. працював запрошеним дослідником у Worldwatch Institute (Вашингтон), а у 2002-05 рр. був асоційованим дослідником цього інституту. Автор виданої у США книжки та низки публікацій в американських журналах з проблеми переходу до сталого розвитку в посткомуністичних країнах центрально-східної Європи і колишнього СРСР.
У 2004 р. працював директором Програми євроінтеграції та сталого розвитку ГО «Інститут громадянського суспільства».
З 2005 р. - асоційований член Світової академії мистецтв і наук та асоційований член міжнародного «Римського клубу». Учасник Генеральних асамблей та наукових конференцій «Римського клубу» з 2005 року, зокрема у Норфолку (США, 2005), Мадриді (Іспанія, 2007), Римі (Італія, 2008), Оттаві (Канада, 2013), Берліні (Німеччина, 2016), Відні (Австрія, 2017), Римі (Італія, 2018), Кейптауні (Південно-Африканська Республіка, 2019).
Протягом 1996—2004 рр. - позаштатний консультант низки Комітетів Верховної Ради України.
У 2005 р. вступив на державну службу, працював головним консультантом в підрозділах Апарату Верховної Ради України, зокрема в Секретаріаті фракції УНП та Секретаріаті заступника Голови Верховної Ради України. З вересня 2008 р. по травень 2010 р. - працівник Секретаріату Президента України, де працював у Головній службі із забезпечення зв'язків з Верховною Радою України та Кабінетом Міністрів України і Головній службі політичного аналізу та моніторингу.
У 2011—2012 рр. працював радником з політико-правових питань та міжнародних зв'язків Президента Асоціації українських банків.
Співрозробник низки законопроєктів, частина з яких були прийняті Верховною Радою України у 2003-14 рр. як закони та постанови.
У 2014 р. очолив парламентський офіс народного депутата України Олега Ляшка, працював на посаді його помічника-консультанта.
Член Радикальної партії Олега Ляшка з листопада 2014 р. по липень 2019 р., заступник Голови партії з міжнародних питань (по жовтень 2018 р.).
У 2014 році обраний народним депутатом України за виборчим списком Радикальної партії Олега Ляшка. Член депутатської фракції Радикальної партії Олега Ляшка, заступник голови Комітету Верховної Ради України у закордонних справах, керівник групи з міжпарламентських зв'язків з Канадою (до листопада 2017 р.), співголова групи з міжпарламентських зв'язків з Австрійською Республікою (до вересня 2018 р., подав у відставку на знак протесту проти запрошення на весілля і "танців з Путіним" з боку Міністра закордонних справ Австрії Карін Кнайсль). Член Тимчасової спеціальної комісії Верховної Ради України з питань майбутнього у 2015-16 рр.
З січня 2015 р. по вересень 2019 р. член Постійної делегації у Парламентській Асамблеї Ради Європи. Член політичної групи «Європейські консерватори» у ПАРЄ, член комітету ПАРЄ з соціальних питань, охорони здоров'я і сталого розвитку та комітету ПАРЄ з питань культури, науки, освіти та ЗМІ.
З січня 2018 р. по вересень 2019 р. член Постійної делегації у Парламентській Асамблеї Організації з безпеки та співробітництва в Європі, член комітету ПА ОБСЄ з політичних питань та безпеки, член політичної групи "Консерватори і реформатори" у ПА ОБСЄ.
З травня 2015 р. по липень 2019 р. член Конституційної Комісії.
Одружений, має четверо дітей.